# 화정초등학교 (의령군)
화정초등학교는 대한민국 경상남도 의령군 화정면 상정리에 있는 공립 초등학교이다.

## 학교 연혁
- 1931년 10월 30일 상정공립보통학교 개교
- 1934년 4월 1일 화정공립보통학교로 개칭
- 1938년 4월 1일 화정공립심상소학교로 개칭
- 1941년 4월 1일 화정공립국민학교로 개칭
- 1981년 3월 1일 병설유치원 개원
- 1991년 3월 1일 덕교분교 본교로 통폐합
- 1991년 3월 1일 화양분교 본교로 편입
- 1992년 3월 1일 화남분교 본교로 편입
- 1996년 3월 1일 화정초등학교로 개칭
- 1999년 3월 1일 화양분교 본교로 통폐합
- 2021년 12월 29일 제88회 졸업식 (졸업생 2,853명)
- 2022년 2월 25일 2022년 경남 작은학교 살리기 공모사업 선정
- 2022년 3월 1일 제32대 정선희 교장 취임
- 2022년 5월 1일 초등 5학급(12명), 유치원 1학급(3명) 편성

## 학교 상징
- 교화 - 동백꽃 : 사계절 푸른 잎과 추운 겨울에도 붉게 피는 동백꽃처럼 꿋꿋하고 건강하게 자라 꿈을 가꾸어 가는 행복한 화정어린이를 의미한다.
- 교목 - 팽나무 : 넓게 뻗은 가지와 무성한 잎으로 부모님의 품처럼 포근히 감싸주며 즐겁고 행복하게 생활하는 화정어린이의 기상을 의미한다.

## 참고 자료
- 화정초등학교 - 한국교육학술정보원 학교알리미